# Le Troubadour de Broadway
Pour plus de détails, voir Fiche technique et Distribution.
Le Troubadour de Broadway (Minstrel Man) est un film américain réalisé par Joseph H. Lewis, sorti en 1944.

## Synopsis
La carrière d'un chanteur dans un spectacle de ménestrels, de sa gloire à ses malheurs.

## Fiche technique
- Titre original : Minstrel Man
- Titre français : Le Troubadour de Broadway
- Réalisation : Joseph H. Lewis
- Scénario : Irwin Franklyn, Pierre Gendron, Martin Mooney et Raymond L. Schrock
- Photographie : Marcel Le Picard
- Montage : Carl Pierson
- Pays d'origine : États-Unis
- Format : Noir et blanc - 1,37:1 - Mono
- Genre : musical
- Date de sortie : 1944

## Distribution
- Benny Fields : Dixie Boy Johnson
- Gladys George : Mae White
- Alan Dinehart : Lew Dunn
- Roscoe Karns : Lasses White
- Jerome Cowan : Bill Evans
- Molly Lamont : Caroline Johnson